# Laterani
Cette page explique l’histoire ou répertorie les différents membres de la famille Laterani.
Les Plautii Laterani ou Laterani sont une famille de patriciens romains de la gens Plautia. Leur nom fut conservé sous la forme de Latran car la basilique Saint-Jean-de-Latran est érigée sur des terrains qui leur appartenaient. Lateranus (au singulier) est un surnom signifiant en latin dieu du foyer ou fabricant de four.
Parmi les membres de cette famille le plus connu est Plautius Lateranus, impliqué dans une conspiration du temps de l'empereur romain Néron. C'est alors que leurs biens furent confisqués puis rendus plus tard, car sous l'empereur romain Septime Sévère on retrouve un Laterani habitant le Latran.
Leur palais est devenu en 324, l'église du Latran. Leur tombe monumentale est célèbre.